# Северо-Западная провинция (Сомали)
Се́веро-За́падная прови́нция (Уокойи-Гальбид, Вокуй-Гальбид, сомал. Woqooyi Galbeed, Мароди-Джех, сомал. Maroodi Jeex, араб. مرودي جيح‎) — провинция на северо-западе Сомали. Административный центр — Харгейса. Входит в состав квазигосударственного образования Сомалиленд.

## География
Граничит с Эфиопией на юге, сомалийскими регионами Аудаль, Санаг и Тогдер и Аденским заливом. 

## Районы
Регион Северо-Западная область делится на три района:
- Бербера
- Габилей
- Харгейса

## Крупные города
- Абарсо
- Арабсийо
- Габилей
- Даболак
- Тог-Уаджале
- Харгейса